# Substitute Wife
Substitute Wife (En finés: Vaimoke) es una película de comedia romántica finlandesa de 1936 dirigida por Valentin Vaala y protagonizada por Ansa Ikonen, Tauno Palo y Uuno Laakso.

## Reparto
- Ansa Ikonen como Kirsti Leivo / Latva
- Tauno Palo como Esko Latva
- Uuno Laakso como Julle
- Kirsti Suonio como Sofia
- Kunto Karapää como Tanu Miettinen
- Sylvi Palo como Maija Pietarinen
- Väinö Sola como secretario parroquial
- Ruth Snellman como Signe
- Aino Lohikoski como Liisa
- Sirpa Tolonen como Leena
- Rakel Linnanheimo como Maila
- Sointu Kouvo como Sirkka
- Eino Jurkka como Torvela
- Kaija Suonio como esposa de Dean
- Erwin Uimonen como Hoffman
- Siiri Angerkoski como Mrs. Miettinen
- Matti Aulos como portero
- Vilho Auvinen como hombre en un tren
- Arvo Kuusla como hombre en un club
- Irja Kuusla como sirvienta
- Kyösti Käyhkö como hombre en un tren
- Liisa Nevalainen como invitada de Kirsti
- Otto Noro como hombre en un tren
- Rosi Rinne como ama de llaves
- Pentti Saares como hombre en una cabina telefónica
- Margareta Wasenius como invitada de Kirsti
- Elli Ylimaa como chica solterona